# Bilozerske
Bilozerske (en ucraniano: Білозерське; en ruso: Белозёрское, romanizado: Beloziorskoye) es una ciudad ucraniana perteneciente al óblast de Donetsk. Situada en el este del país, es parte del raión de Pokrovsk y centro del municipio (hromada) homónimo.

## Geografía
Bilozerske se sitúa 13 km al norte de Dobropilia.

## Historia
El origen de Bilozerske se remonta a la creación de la granja Bilozerka en 1913.
La puesta en marcha de una mina de carbón en 1950 condujo al desarrollo de un pueblo minero. En 1956, Bilozerske recibió el estatus de asentamiento de tipo urbano y en 1966, el asentamiento de tipo urbano se convirtió en ciudad. En 1969, la base de la economía local era la minería del carbón.
En los últimos años, ha surgido en Bilozerske un grave problema de inundación del área urbana ya que hasta 1962, la construcción residencial y civil se llevó a cabo sin tener en cuenta los desarrollos mineros, sin medidas para protegerse contra su influencia. Como resultado del hundimiento de la superficie, el nivel de las aguas subterráneas se elevó. Al afectar las paredes de los sótanos, las comunicaciones internas y externas, provocan la destrucción de las estructuras de los edificios, lo que amenaza con el colapso de los edificios.
Hasta 2020, Bilozerske fue parte del área municipal de Dobropilia pero desde entonces fue incorporada al raión de Pokrovsk.

## Demografía
La evolución de la población de Bílitske entre 1959 y 2022 fue la siguiente:
| 7452                                                          | 18 585 | 20 491 | 21 079 | 17 868 | 16 267 | 16 101 | 14 634 |
| (Fuente: Cities & Towns of Ukraine y UKRAINE: Größere Städte) |        |        |        |        |        |        |        |

Según el censo de 2001, la lengua materna de la mayoría de los habitantes, el 69,8%, es el ruso; del 29,6% es el ucraniano.

## Economía
En la década de 1980, la base de la economía era la extracción de carbón y una planta de agua mineral.

## Infraestructura

### Transporte
Biloserske se encuentra en la carretera regional T-05-15.

## Galería

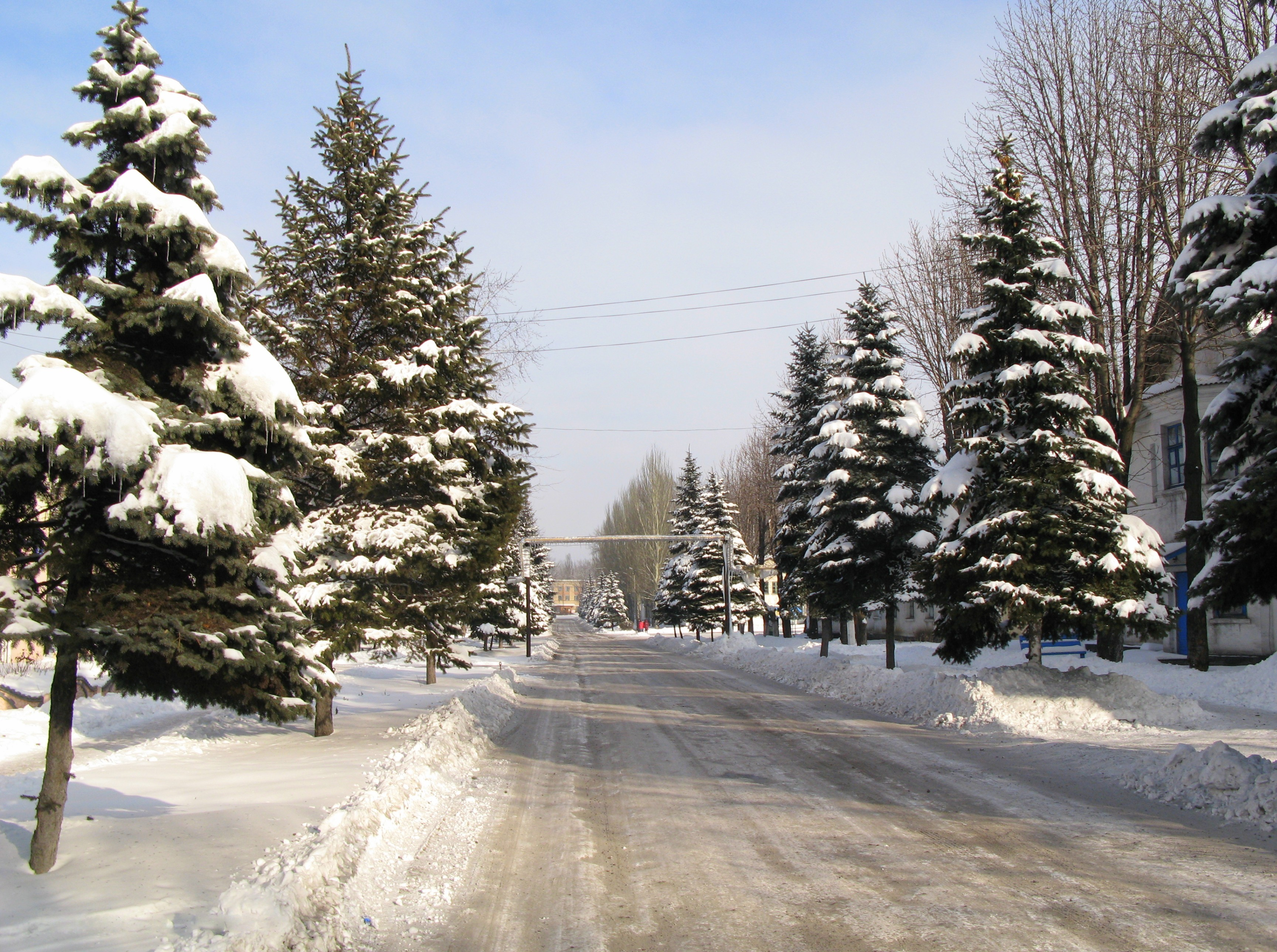
Calle en invierno
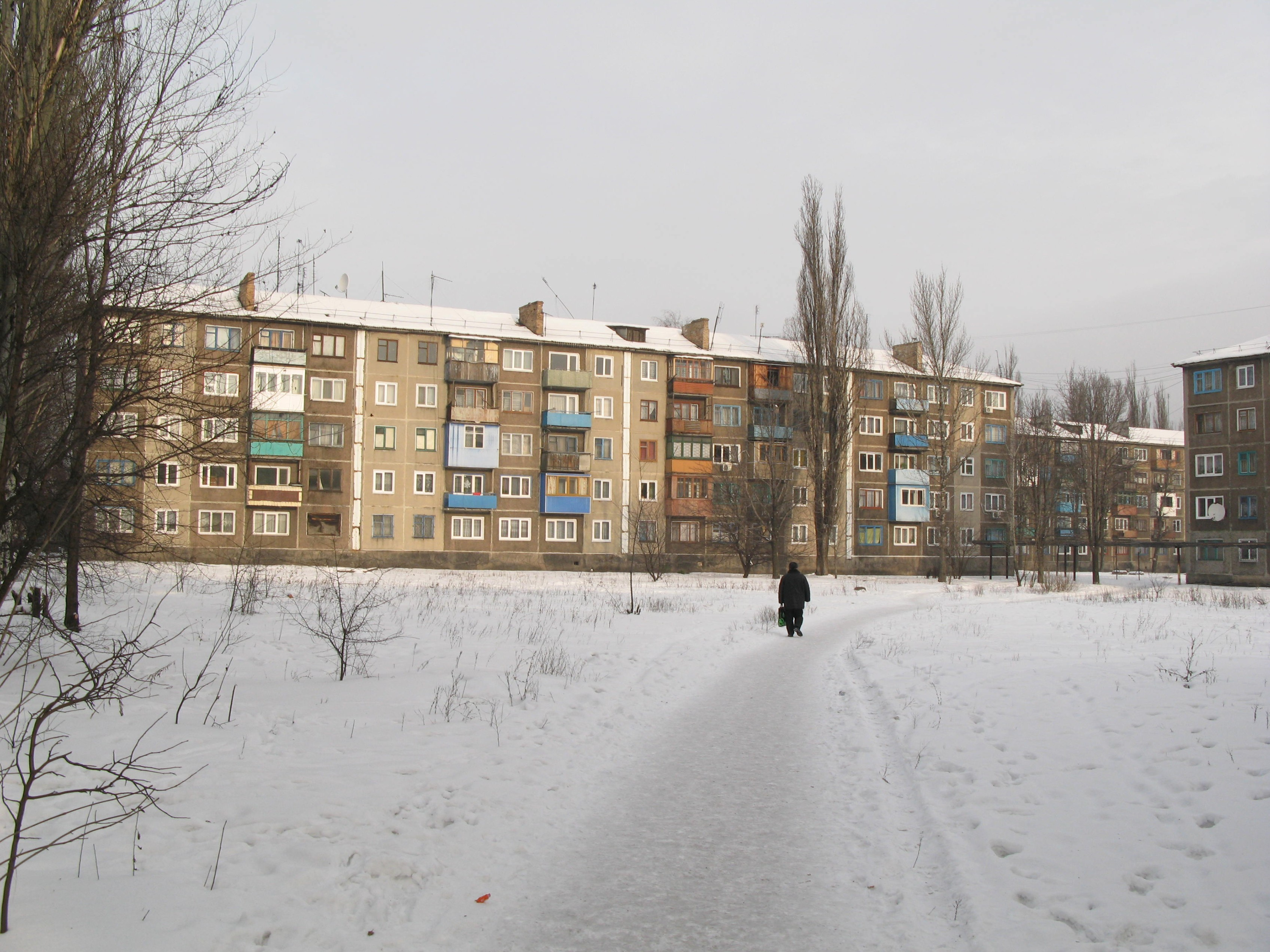
Bloques de pisos
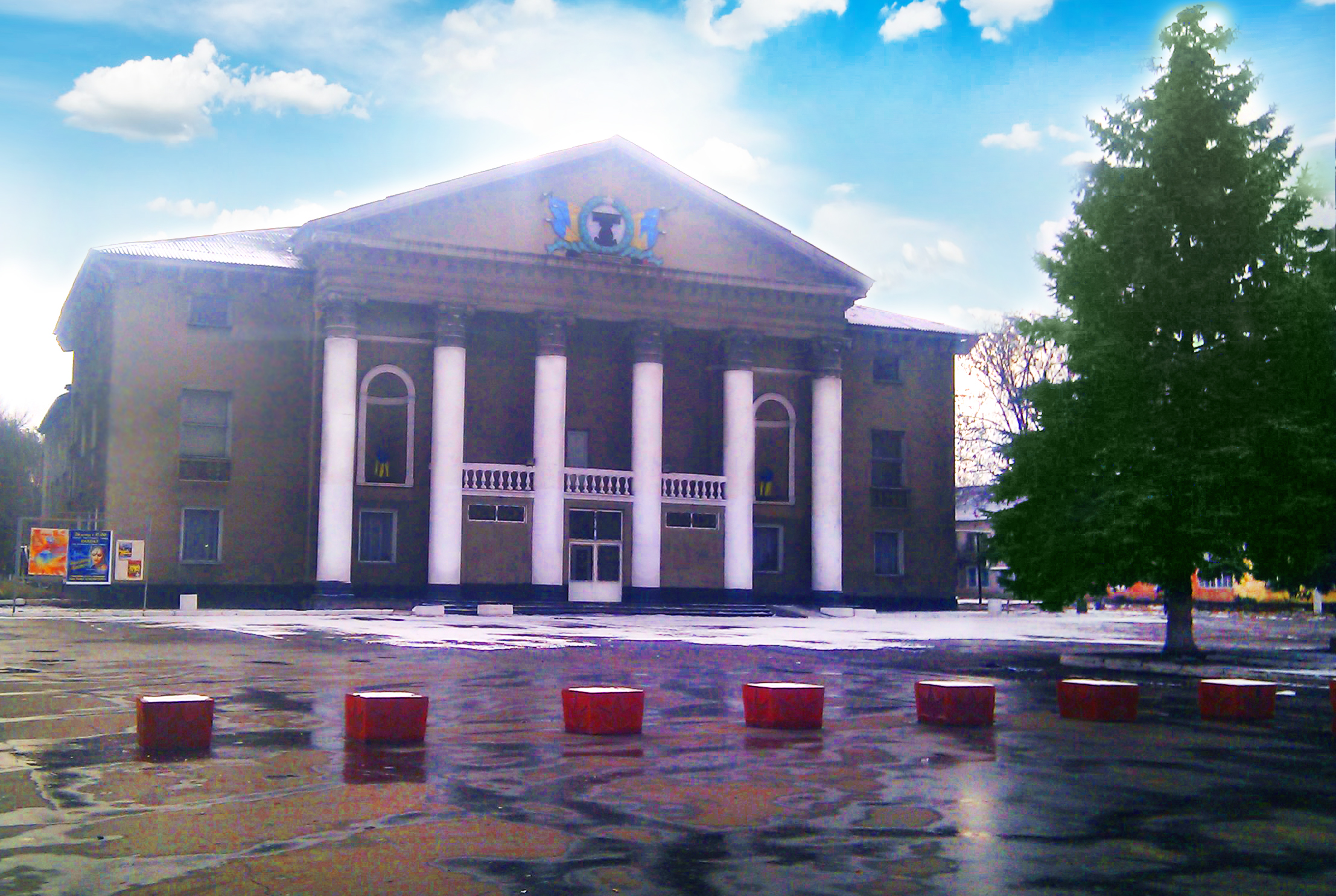
Casa de la cultura
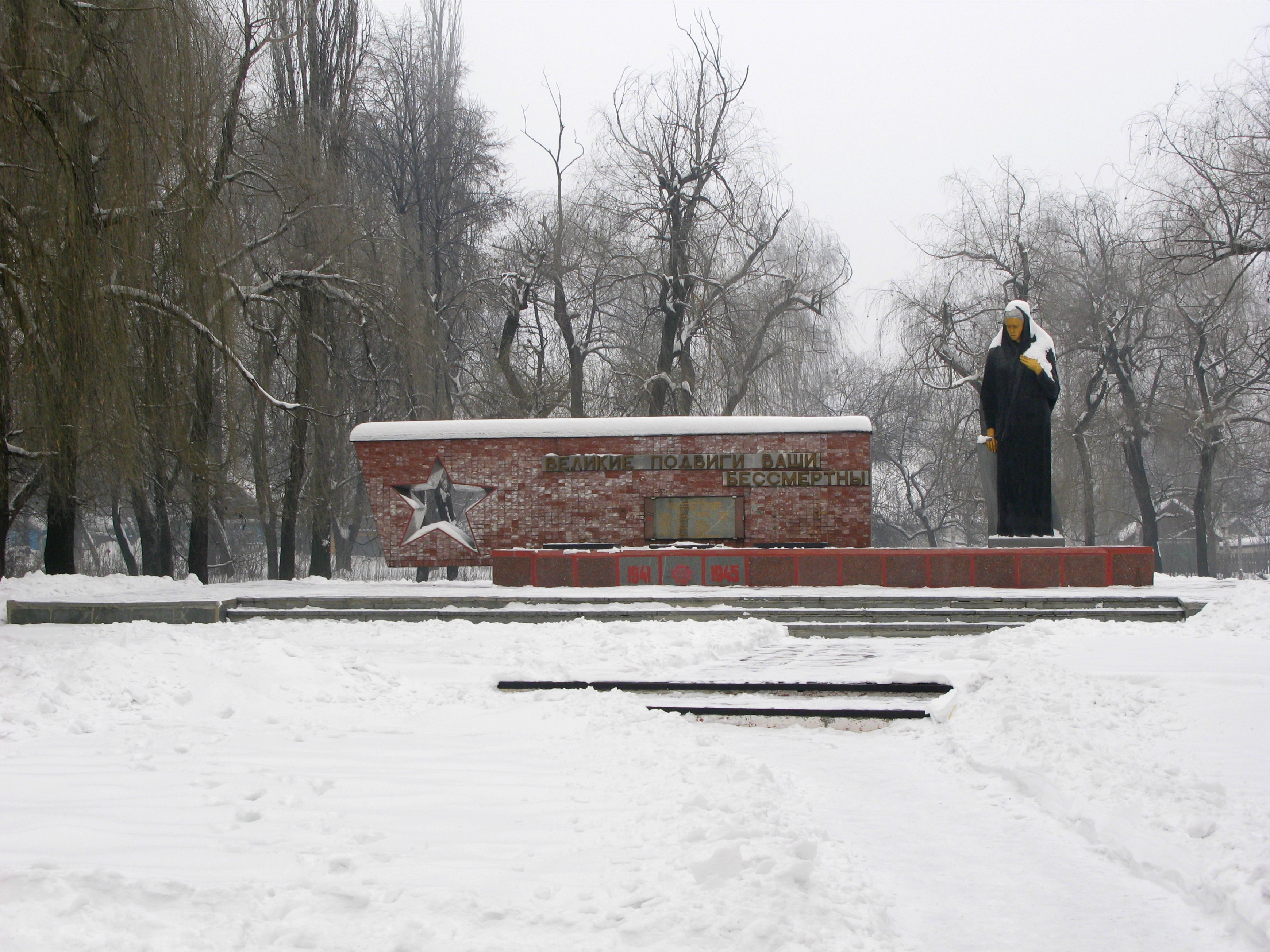
Memorial soviético de Bilozerske